# BASE jumping
Skoki BASE so šport, pri katerem padalec skoči s stoječega objekta. 
BASE je angleška kratica za Building (zgradba), Antenna (antena - nenaseljen stolp), Span (most, obok, kupola), in Earth (klif ali katerakoli druga naravna formacija). Kratice nakazujejo od kod skačejo padalci, ki se ukvarjajo s to zvrstjo padalstva. V številnih državah je ta zvrst padalstva prepovedana, zato se številni padalci z njo ukvarjajo ilegalno. Skoki BASE so ekstremna zvrst padalstva. Razmeroma varne BASE skoke so zmožni opravljati le izkušeni padalci. Večina BASE padalcev prihaja iz vrst padalcev, ki skačejo iz letala. Obe zvrsti se v številnih prvinah bistveno razlikujeta.
Pri BASE skokih se uporablja posebne padalske nahrbtnike in poseben način zlaganja padala. V padalskem nahrbtniku, narejenem za BASE skoke, ni rezervnega padala. Glede na majhne višine, iz katerih se pri BASE skokih skače, je rezervno padalo povsem nepotrebno in je lahko celo moteče ali nevarno. Tudi ostala oprema padala je prirejena za skoke iz majhnih višin.
Razširjeno je mnenje, da baserje povsod po svetu preganjajo in da ekstremno padalstvo ni organiziran šport. To mnenje je le deloma pravilno. Nekateri izdelovalci vrhunskih padal organizirajo tečaje učenja BASE skokov iz balonov. V ZDA vsako leto v oktobru (vedno tretjo soboto v mesecu) organizirajo verjetno največjo legalno prireditev v BASE skokih na svetu. Imenuje se Dan mosta. V Virginiji je most z imenom New river. Most je v naravnem parku in skoki so dovoljeni samo v točno določenem časovnem obdobju – od devetih zjutraj do treh popoldan. Prireditev spremljajo številna predavanja in delavnice o posebnostih padalske opreme pri BASE skokih in o posebnostih tehnike skakanja. Sodelovanje na tej prireditvi je priporočeno le za izkušene padalce. Na mostu so prisotni svetovalci, ki dajejo priporočila, vendar ne preverjajo padalskih licenc in tudi opreme ne. Skok z mostu je dovoljen komurkoli. Če odmislimo tehniko skoka in obvladovanje teles v prostem padu, bi že izbor napačnega padala padalca stal življenja. Priporoča se raba velikih, sedem celičnih padal z mrežastim drsnikom (ali brez drsnika), ki so v padalski nahrbtnik zložena brez rabe notranje vreče. Padalček, ki izvleče glavno padalo, ima večjo površino od tistega pri običajnih skokih. Dolžina vrvice za izvlečenje glavnega padala je prirejena. Prirejen je tudi ustroj padalskega nahrbtnika. Padalski avtomati se ne uporabljajo. Ko se padalo odpre, ga je treba znati pravilno upravljati. Prostor za pristanek je izjemno majhen in skalnat. 

## Skoki BASE v Sloveniji
Prvi BASE skok v Sloveniji je bil izveden s Triglavske sfinge. Do zdaj so slovenski baserji skočili z več kot 15 objektov v Sloveniji, med drugim s trboveljskega dimnika (http://24ur.com/novice/slovenija/base-jump-s-trboveljskega-dimnika.html), ter iz številnih objektov po svetu. Pri skoku s pečine  Švici se je  smrtno ponesrečila baseskakalka Valentina Rotar /http://www.dnevnik.si/novice/kronika/1042474022).